# Titanoideidae
Famille
Les Titanoideidae sont une famille fossile de mammifères pantodontes de la super-famille des Pantolambdoidea.

## Classification
La famille des Titanoideidae est décrite en 1934 par le zoologiste américain Bruce D. Patterson (d) (1952-),. 

### Fossiles
Selon Paleobiology Database en 2023, le nombre de collections de la famille des Titanoideidae est de quarante-et-une, toutes du Paléocène, avec cinq collections du Canada (Alberta et Saskatchewan), une de Norvège et trente-cinq des États-Unis (Colorado, Montana, Dakota du Nord, Texas et Wyoming).

## Liste des genres
Selon Paleobiology Database en 2023, le nombre de genre est de deux :
- † Thulitheripus Lüthje, Milàn & Hurum, 2010
- † Titanoides Gidley, 1917

### Publication originale
- [1934] (en) Bruce D. Patterson, « A Contribution to the Osteology of "Titanoides" and the Relationships of the Amblypoda », Proceedings of the American Philosophical Society, vol. 73, no 2,‎ 1934, p. 71-101.